# Ocyptamus oriel
Ocyptamus oriel är en tvåvingeart som först beskrevs av Hull 1942.  Ocyptamus oriel ingår i släktet Ocyptamus och familjen blomflugor. Inga underarter finns listade i Catalogue of Life.